# Фред Александер
Фред Александер (англ. Fred Alexander; 14 серпня 1880 — 3 березня 1969) — колишній американський тенісист.
Найвищу одиночну позицію світового рейтингу — 7 місце досяг 1909 року (за даними ITHF).
Перемагав на турнірах Великого шолома в одиночному та парному розрядах.
Завершив кар'єру 1920 року.

## Фінали турнірів Великого шолома

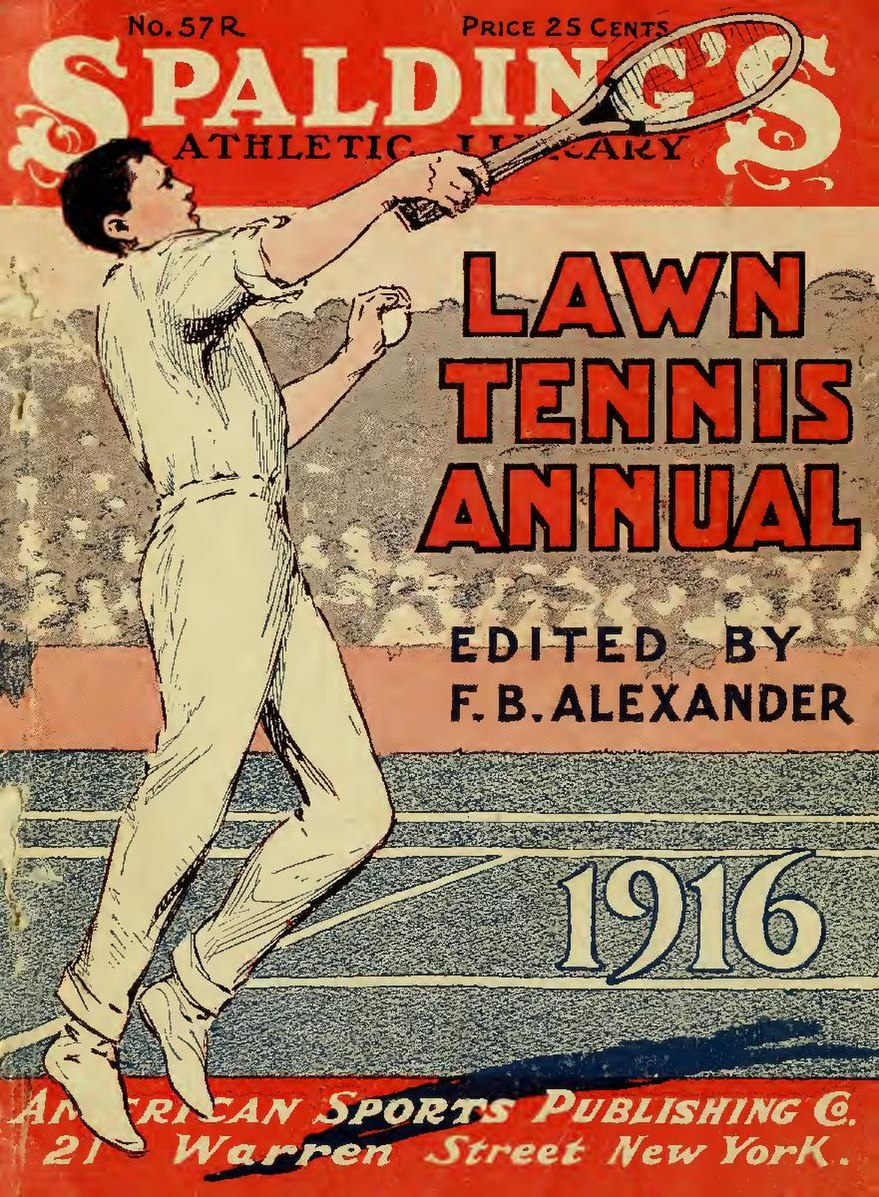
Часопис Spalding's Lawn Tennis Annual, редактором якого був Фред Александер (1916 рік)

### Одиночний розряд (1 перемога)
| Результат | Рік  | Турнір                | Покриття | Суперник      | Рахунок                 |
| --------- | ---- | --------------------- | -------- | ------------- | ----------------------- |
| Перемога  | 1908 | Чемпіонат Австралазії | Трава    | Алфред Данлоп | 3–6, 3–6, 6–0, 6–2, 6–3 |

### Парний розряд (6–5)
| Результат | Рік  | Турнір                | Покриття | Партнер           | Суперники                      | Рахунок                 |
| --------- | ---- | --------------------- | -------- | ----------------- | ------------------------------ | ----------------------- |
| Поразка   | 1900 | Чемпіонат США         | Трава    | Реймонд Літтл     | Двайт Ф. Девіс Голкомб Ворд    | 4–6, 7–9, 10–12         |
| Поразка   | 1905 | Чемпіонат США         | Трава    | Гаролд Гакет      | Голкомб Ворд Білс Райт         | 4–6, 4–6, 1–6           |
| Поразка   | 1906 | Чемпіонат США         | Трава    | Гаролд Гакет      | Голкомб Ворд Білс Райт         | 3–6, 6–3, 3–6, 3–6      |
| Перемога  | 1907 | Чемпіонат США         | Трава    | Гаролд Гакет      | Нет Торнтон Браян М. Ґрант     | 6–2, 6–1, 6–1           |
| Перемога  | 1908 | Чемпіонат Австралазії | Трава    | Алфред Данлоп     | Ґ. Ґ. Шарп Ентоні Вілдінґ      | 6–3, 6–2, 6–1           |
| Перемога  | 1908 | Чемпіонат США         | Трава    | Гаролд Гакет      | Реймонд Літтл Білс Райт        | 6–1, 7–5, 6–2           |
| Перемога  | 1909 | Чемпіонат США         | Трава    | Гаролд Гакет      | Джордж Джейнс Моріс Мак-Лафлін | 6–4, 6–4, 6–0           |
| Перемога  | 1910 | Чемпіонат США         | Трава    | Гаролд Гакет      | Том Банді Троурідж Гендрік     | 6–1, 8–6, 6–3           |
| Поразка   | 1911 | Чемпіонат США         | Трава    | Гаролд Гакет      | Реймонд Літтл Гус Тушар        | 5–7, 15–13, 2–6, 4–6    |
| Перемога  | 1917 | Чемпіонат США         | Трава    | Гаролд Трокмортон | Гаррі Джонсон Ірвінґ Райт      | 11–9, 6–4, 6–4          |
| Поразка   | 1918 | Чемпіонат США         | Трава    | Білс Райт         | Вінсент Річардс Білл Тілден    | 3–6, 4–6, 6–3, 6–2, 2–6 |